# Општина Висалтија
Општина Висалтија (грч. Δήμος Βισαλτίας, Димос Висалтијас) је општина у Грчкој у округу Сер, периферија Средишња Македонија. Административни центар је град Нигрита. Општина је добила име по античкој области Висалтија.

## Насељена места
Општина Висалтија је формирана 1. јануара 2011. године спајањем 4 некадашњих административних јединица: Висалтија, Нигрита, Тахино и Трагилос.
- Општинска јединица Висалтија: Димитрич, Копач, Макеш, Мерјан, Нигослав, Света Петка, Сисамија, Тријандафилија.
- Општинска јединица Нигрита: Нигрита, Анти, Терма, Терпни, Фламбуро.
- Општинска јединица Тахино: Ситохори, Жервохор, Јежево, Лангади, Лефкотопос, Орескија, Патрик, Тахино, Хумнико.
- Општинска јединица Трагилос: Трагилос, Аидонохори, Ивира, Кастанохори, Куцово, Мавроталаса, Стара Бања.

## Становништво
| 2011.  | 2021.  |
| ------ | ------ |
| 20,030 | 16.036 |